# Bofors 37 mm
Il Bofors 37 mm era un cannone anticarro svedese realizzato dalla Bofors nei primi anni trenta. Copie su licenza vennero realizzate in diversi paesi ed utilizzate nelle prime fasi della seconda guerra mondiale. Quando venne introdotto, si trattava di un'arma controcarri efficace, capace di contrastare i carri armati contemporanei. Le sue prestazioni, la leggerezza e l'elevata cadenza di tiro lo rese popolare nell'Europa interbellica. La progressiva entrata in servizio di carri armati più pesantemente protetti già nei primi anni di guerra rese il cannone obsoleto nel suo ruolo, come successo per il tedesco 3,7 cm PaK 36 e lo statunitense 37 mm Gun M3.

## Storia

### Sviluppo
Il cannone venne progettato dalla Bofors inizialmente per il mercato estero. Il primo prototipo venne realizzato nel 1932 e lo sviluppo proseguì fino al 1934. Gli olandesi furono i primi ad acquistare il cannone, con un ordine di 12 pezzi piazzato nel 1935. Ai Paesi Bassi seguirono molti altri paesi, con copie su licenza realizzate da Danimarca, Finlandia, Paesi Bassi e Polonia.
La canna era del tipo monoblocco, con otturatore semiautomatico a cuneo verticale e con un piccolo freno di bocca. Essa era incavalcata su un affusto a code divaricabili, dotato di sospensioni e ruote metalliche con pneumatici in gomma. A protezione dei serventi, l'affusto era dotato di uno scudo spesso 5 mm, con un pannello inferiore pieghevole.

### Impiego operativo

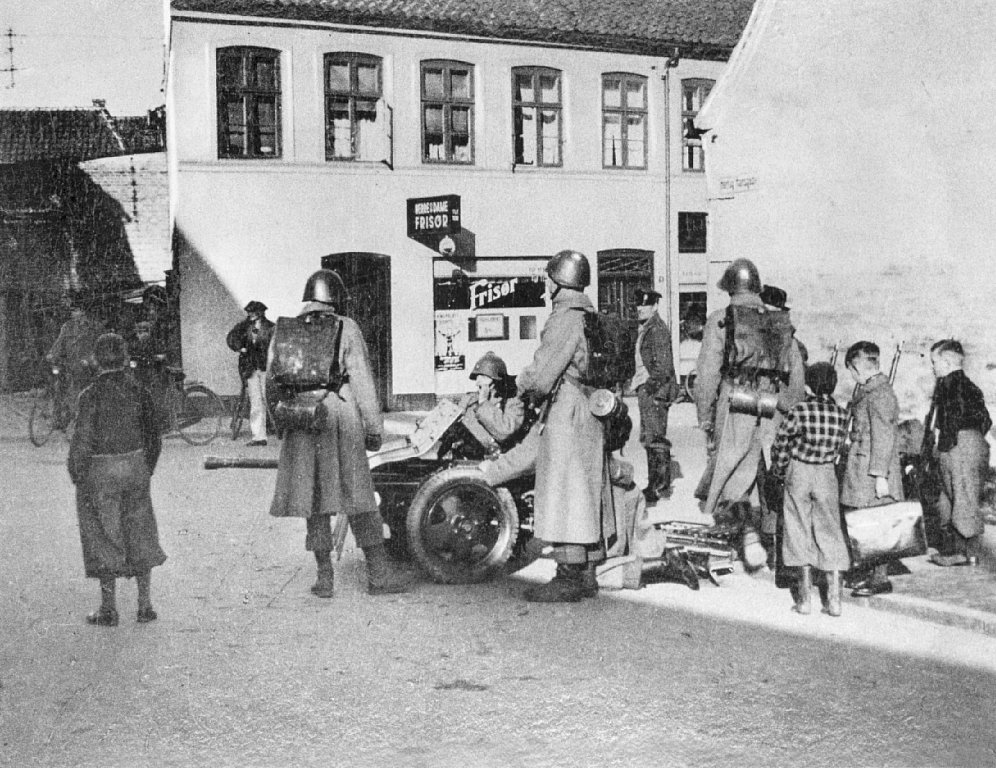
Un esemplare danese con i serventi addetti durante l'invasione della Danimarca, 9 aprile 1940. In seguito due dei serventi avrebbero perso la vita in combattimento.

Il primo impiego in battaglia del Bofors 37 mm si verificò durante la guerra civile spagnola, nella quale diede prova di poter penetrare le corazze dei carri leggeri allora operativi.
I cannoni polacchi furono estesamente utilizzati sia durante l'invasione tedesca che contro i sovietici. La Brigata di cavalleria Wołyńska, equipaggiata con i Bofors, riuscì ad arrestare l'avanzata tedesca in una delle prime battaglie, quella nei pressi di Mokra. All'epoca infatti le forze corazzate della Wehrmacht erano ancora basate sui carri leggeri Panzer I e Panzer II, vulnerabili ai proietti da 37 mm. Anche le corazze dei primi modelli di Panzer III e Panzer IV potevano essere penetrate a distanze inferiori ai 500 m. Dopo l'occupazione della Polonia, la maggior parte dei cannoni cadde nelle mani di tedeschi e sovietici, che le riutilizzarono l'uno contro l'altro durante l'Operazione Barbarossa; tuttavia l'evoluzione dei carri li aveva già resi obsoleti.
Durante l'invasione della Danimarca solo un cannone Bofors 37 mm venne utilizzato in azione, riuscendo a danneggiare due carri e immobilizzandone un terzo, prima che i serventi venissero feriti o uccisi da un cacciacarri tedesco che aveva aggirato la postazione. Il pezzo è ora esposto al Tøjhusmuseet di Copenaghen.
I finlandesi, nella guerra d'inverno, usarono con successo i loro cannoni contro i carri sovietici T-26, T-28 e BT, ma già nella guerra di continuazione essi si dimostrarono inefficaci contro il meglio protetti T-34 e KV-1, venendo quindi relegati al ruolo di cannoni d'accompagnamento per la fanteria.
Il cannone venne usato anche per equipaggiare le forze britanniche in Nordafrica, a causa della scarsità di Ordnance QF 2 lb persi nella ritirata dalla Francia. In questo teatro venne utilizzato anche in versione portee, trasportato sul cassone degli autocarri.
Nella seconda guerra mondiale il pezzo venne utilizzato anche da Germania, Romania e Jugoslavia, ma non esistono rapporti dettagliati.

## Utilizzatori

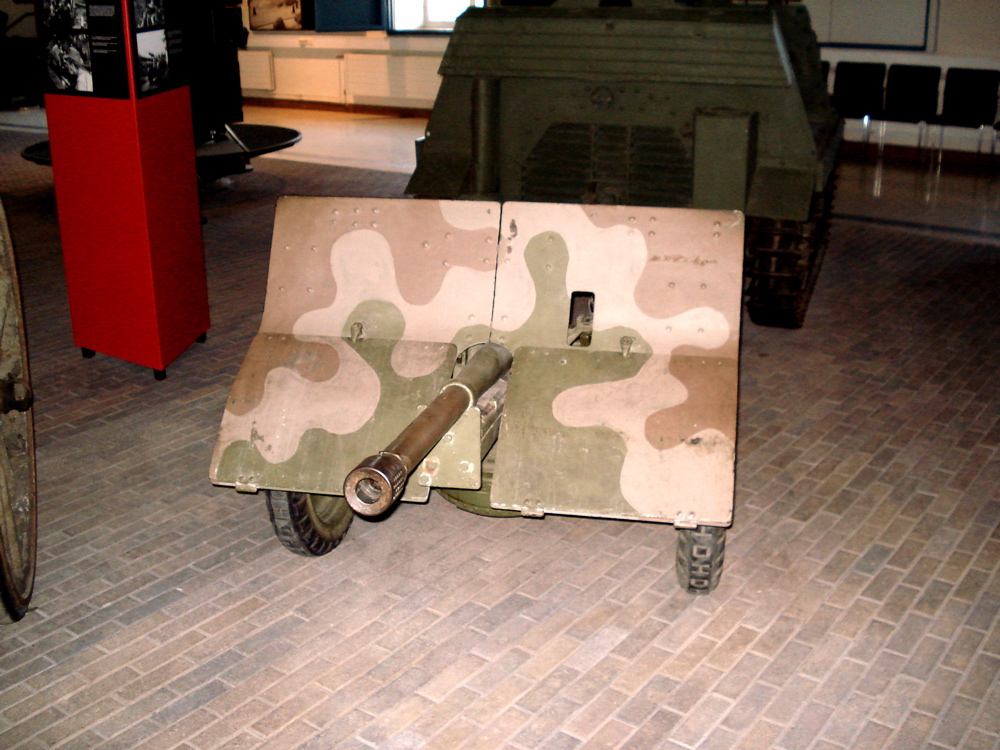
Vista frontale.

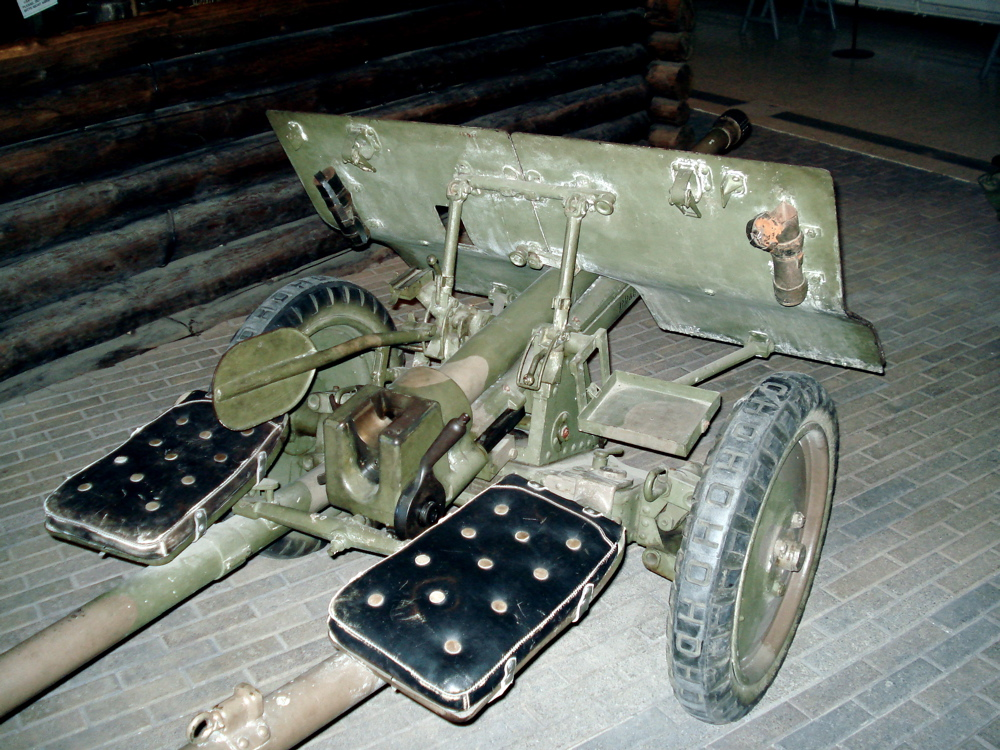
Vista posteriore.

- Danimarca: versione con una cartuccia leggermente più potente venne realizzata dall'arsenale statale danese Hærens Vaabenarsenal con la denominazione 37 mm Fodfolkskanon m1937. Nel 1945, rientrando in patria, le unità danesi portarono con loro alcuni cannoni modello 1938 svedesi di preda bellica.
- Finlandia: denominato 37 PstK/36; 114 pezzi furono acquistati dalla Bofors nel 1938-1939 (alcuni dei quali riconsegnati alla Svezia nel 1940), 42 pezzi di produzione polacca furono trasferiti dai tedeschi nel 1940-1941 e 355 cannoni furono realizzati su licenza in loco dalla Tampella e dalla VTT (Valtion Tykkitehdas - Arsenale statale di artiglieria) nel 1939-41. Allo scoppio della guerra d'inverno nel novembre 1939 l'Esercito finlandese schierava 98 cannoni di questo tipo. Una versione da carro equipaggiava inoltre i carri finlandesi da 6 tonnellate. Il pezzo venne radiato solo nel 1986.
- Germania: cannoni di preda bellica polacca catturati nel 1939 denominati 3,7 cm PaK 36(p) e danese catturati nel 1940 denominati 3,7 cm PaK 157(d).
- Paesi Bassi: 12 pezzi ordinati alla Bofors nel 1935, seguiti da altri 24, utilizzati per equipaggiare 24 autoblindo Landsverk L-180 e L-181 e 12 DAF M39.
- Polonia: denominato wz. 36.; 300 cannoni furono acquistati dalla Bofors, mentre altre centinaia furono realizzate direttamente in loco dalla SMPzA (Stowarzyszenie Mechaników Polskich z Ameryki) di Pruszków, anche per l'esportazione. L'Esercito polacco entrò in guerra con 1.200 pezzi di questo tipo. Una variante da carro armato, denominata wz. 37, equipaggiava in torretta singola i carri leggeri 7TP e 9TP ed il medio 10TP, per un totale di 111 carri prodotti prima della guerra.
- Romania: 556 pezzi acquistati in Germania, compresi alcuni ex-polacchi.
- Spagna: alcuni cannoni acquistati dai repubblicani ed impiegati nella guerra civile.

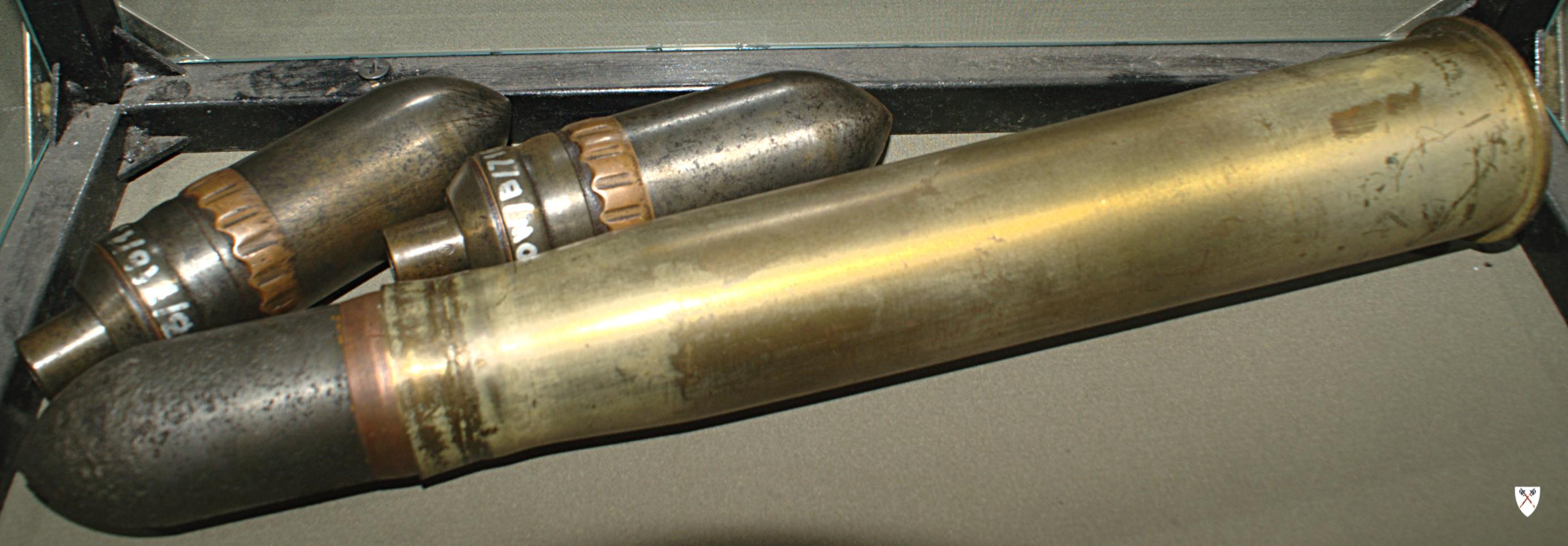
Munizione.

- Svezia: adottato nel 1937 come 37 mm infanterikanon m/34 (cannone da fanteria modello 1934). Una versione modernizzata venne adottata nel 1938 come 37 mm pansarvärnskanon m/38 (cannone anticarro modello 1938) e 37 mm pansarvärnskanon m/38 F; quest'ultimo venne realizzato anche nella variante da carro armato 37 mm Kanon m/38 stridsvagn, utilizzata sui carri leggeri Strv m/38, m/39 e m/40 e sul medio Stridsvagn m/41.
- Turchia
- Regno Unito: un lotto di m/34 svedesi venne ordinato dal Sudan Anglo-Egiziano con la denominazione britannica Ordnance QF 37 mm Mk I.
- Unione Sovietica: diverse decine di pezzi polacchi caddero nelle mani dei sovietici ed alla fine del 1941, a causa della scarsità di pezzi anticarro, andarono ad equipaggiare le unità dell'Armata Rossa
- Jugoslavia